# 노동시장 유연성
노동시장 유연성(labour market flexibility) (또는 노동시장 신축성)은 노동력 시장이 사회 및 경제의 변화에 맞추어 변화하는 정도를 말한다.
경제학적으로, 외부 환경 변화에 인적자원이 신속하고 효율적으로 배분 및 재배분되는 노동시장의 능력을 지칭하며 다섯가지 유형으로 나눌 수 있다.
1. 외부적 수량적 유연성 - 고용관계 단절함으로 수량적인 유연성을 확보.
2. 내부적 수량적 유연성 - 고용관계를 유지한 상태에서 수량적인 유연성을 확보. (part time 근로, 탄력시간근무제)
3. 외부화 - 파견근로, 하청(하도급계약) 과 같은 간접고용형태로 유연성을 확보.
4. 기능적 유연성 - 직종의 수요에 따라 배치 전환 및 이동으로 유연성을 확보.
5. 임금유연성 - 성과에 따른 임금 지불으로 유연성을 확보

## 같이 보기
- 신자유주의
- 노동시장